# Instituto Argentino Gallego de Ciencias Históricas y Genealógicas
El Instituto Argentino Gallego de Ciencias Históricas y Genealógicas es una entidad fundada por iniciativa de Oscar Piñeyro Porto y Enrique Piñeyro Velasco del Castillo, con la adhesión de historiadores y genealogistas argentinos el 10 de agosto de 1997, en la ciudad de Buenos Aires. Inició sus actividades reuniéndose sus miembros en el salón Otero Pedrayo del Centro Gallego de Buenos Aires, y ha publicado varios tomos de boletines y revistas del estudio pormenorizado de las filiaciones gallegas en la Argentina, cuya acentuada inmigración ha dado exponentes relevantes a la cultura argentina, y de sus raíces ancestrales en España. En 1999 organizó el primer Congreso Internacional de Historia y Genealogía Gallega, en el Teatro Castelao, que congregó a representantes de instituciones genealógicas de España, Estados Unidos, México, Costa Rica, Uruguay, Chile y Guatemala, cuyas actas han sido publicadas en un volumen. Entre las ponencias se destacó la presentación de los orígenes inéditos del expresidente argentino Fernando de la Rúa, y sus orígenes gallegos de varias generaciones, por el historiador cordobés Alejandro Moyano Aliaga. Entre los miembros fundadores de este centro se destacan Lucio Pérez Calvo, Juan Cruz Jaime Crespo, Félix Martín y Herrera, Juan Manuel Medrano Balcarce, Dionisio Velasco del Castillo, Ignacio Solveyra Tomkinson, y los ya mencionados Oscar Piñeyro Porto y Enrique Piñeyro Velasco del Castillo.